# 미나미카모리촌
미나미카모리촌(일본어: 南掃守村)은 일본 오사카부 미나미군·센난군에 설치되었던 촌이다. 현재의 기시와다시에 해당한다.